# Fernán Caballero (kommun i Spanien)

f
Fernán Caballero är en kommun i Spanien.   Den ligger i provinsen Provincia de Ciudad Real och regionen Kastilien-La Mancha, i den centrala delen av landet, 150 km söder om huvudstaden Madrid. Antalet invånare är 1 121. Arean är 104 kvadratkilometer.
Terrängen i Fernán Caballero är varierad.